# Macronotops fulvoguttata
Macronotops fulvoguttata är en skalbaggsart som beskrevs av Leon Fairmaire 1891. Macronotops fulvoguttata ingår i släktet Macronotops och familjen Cetoniidae. Inga underarter finns listade i Catalogue of Life.